# Danske Idrætsråd & Samvirker
Danske Idrætsråd & Samvirker (DIS)  er en idrætsorganisation for den lokale idræt, som samarbejder med de lokale Idrætsråd og Samvirker for at skabe de bedst mulige rammer for idrætten i landets kommuner.
DIS er en uafhængig idrætsorganisation og et forum for dialog mellem relevante idrætspolitiske aktører, med fokus på den lokale idræt. Organisationen varetager kommunernes Idrætsråd og Samvirker’s idrætspolitiske interesser og er således disses talerør i idrætsdebatten  både regionalt og på landsplan. Slogan:

## Historie
Danske Idrætsråd & Samvirker (DIS) blev stiftet 24. september 2022  i Fredericia.

## Medlemstal
DIS repræsenterer pr. 31.12.2023 - 3.028 idrætsforeninger og 815.392 medlemmer  landet over.